# Davy Claude Angan
Davy Claude Angan N’Guessan (* 20. September 1987 in Abidjan) ist ein ivorischer Fußballspieler.

## Karriere
Angan spielte für die Jugendmannschaft des ES Bingerville, ehe er 2007 in den Profikader aufgenommen wurde. Nach einem Jahr und 19 Ligaeinsätzen wechselte er nach Norwegen zu Lyn Oslo. Nach zwei weiteren norwegischen Stationen heuerte er 2013 bei Hangzhou Nabel Greentown an und setzte damit seine Karriere in China fort.
In der Sommertransferperiode 2016 wurde er in die türkische Süper Lig an Gaziantepspor ausgeliehen und im Sommer 2017 an den Zweitligisten Samsunspor abgegeben.